# Gabor Nagy
Gabor Nagy, född 5 februari 1964 i Östersund, är en svensk officer i Flygvapnet.

## Biografi
Nagy inledde sin militära karriär vid Norrlands dragonregemente (K 4) i Arvidsjaur, där han gjorde värnplikten 1984-1985 och sedan fortsatte som yrkesofficer. Jämtlands flygflottilj (F 4), där han sedermera blev divisionschef och flygchef. Efter att flottiljen avvecklades 2004, har han tjänstgjort på Flygtaktiska staben vid Högkvarteret. Där har han arbetat med internationella insatser. Den 16 februari 2012 tillträdde han som flottiljchef för Blekinge flygflottilj (F 17). Den 20 december 2013 förordnades Nagy till brigadgeneral och taktisk chef för Flygvapnet. Från den 1 oktober 2018 är han chef för Totalförsvarsavdelningen vid Högkvarteret, med ett förordnande längst till den 30 juni 2021.